# Andrew Hannah
Andrew Boyd Hannah (Renton, 17 settembre 1864 – Glasgow, 29 maggio 1940) è stato un calciatore scozzese, di ruolo difensore.

## Carriera

### Club

#### Renton
Nato in Scozia da genitori irlandesi, fa il proprio debutto professionistico con la maglia del Renton, con cui vinse due volte la Coppa di Scozia e si laureò campione del Regno Unito e del mondo battendo il West Bromwich, allora detentore dell'FA Cup, nel 1888. Proprio gli inglesi, all'inizio dell'annata 1888-1889, decisero di ingaggiarlo, ma il suo rendimento fu piuttosto deludente, tanto che in breve tempo fu rimandato al Renton.

#### Everton
Nell'estate del 1889 si trasferisce a titolo definitivo all'Everton. Alla sua prima stagione con le Toffees si piazza al secondo posto in campionato, mentre l'annata seguente contribuisce alla vittoria del primo di campionato nella storia del club. Con gli inglesi colleziona in totale 42 presenze, venendo poi ceduto nella sessione estiva di calciomercato di nuovo al Renton.

#### Liverpool e ritorno in Scozia
Nel 1892 firma per il neonato Liverpool. Debutta ufficialmente con i Reds il 3 settembre dello stesso anno, in un match contro l'Higher Walton vinto per 8-0. Hannah è titolare anche all'esordio del Liverpool in campionato, avvenuto il 2 settembre 1893 contro il Middlesbrough Ironopolis. In totale con la maglia dei Reds disputò un totale di 73 gare mettendo a segno una sola rete.
Nell'estate 1895, dopo aver lasciato definitivamente Liverpool, torna in patria al Rob Roy, che lascia dopo appena un anno per trasferirsi al Clyde, con cui termina la propria carriera.

### Nazionale
Il 10 marzo 1888 Hannah fece il proprio debutto con la nazionale scozzese, in occasione di una gara vinta contro il Galles per 5-1.

## Palmarès

### Club

#### Competizioni nazionali
- Coppa di Scozia: 2

Renton: 1884-1885, 1887-1888
- Campionato inglese: 1

Everton: 1890-1891
- Campionato inglese di seconda divisione: 1

Liverpool: 1893-1894